# Copa dos Campeões Europeus da FIBA de 1989–90
A Copa dos Campeões Europeus da FIBA de 1989-90 foi a 33ª edição da principal competição europeia de clubes profissionais da Europa conhecida hoje como EuroLiga. A final foi sediada no Pavilhão Príncipe Felipe em Saragoça na Espanha em 19 de abril de 1990. Na ocasião o Jugoplastika Split conquistou seu segundo título europeu  de três consecutivos vencendo a equipe do FC Barcelona por 67–72. 

## Primeira fase
| Equipe 1             | Total   | Equipe 2               | 1.º jogo | 2.º jogo |
| -------------------- | ------- | ---------------------- | -------- | -------- |
| Commodore Den Helder | 176-174 | Steiner Bayreuth       | 97–75    | 79–97    |
| Partizani Tirana     | 132-202 | Maes Pils              | 68–89    | 64–113   |
| Stroitel             | 228-192 | Csepel                 | 131–98   | 97–94    |
| Eczacıbaşı           | 140-185 | Lech Poznań            | 61–100   | 79–85    |
| Bracknell Tigers     | 250-196 | Keflavík               | 144–105  | 106–91   |
| Benfica              | 172-214 | Philips Milano         | 99–112   | 73–92    |
| NMKY Helsinki        | 177-194 | Pully                  | 87–90    | 90–104   |
| Täby                 | 144-166 | Baník Cigel' Prievidza | 83–71    | 61–95    |
| Keravnos             | 162-189 | Balkan Botevgrad       | 87–105   | 75–84    |
| Hiefenech            | 182-187 | Klosterneuburg         | 81–89    | 101–98   |
| BMS                  | 121-160 | MIM Livingston         | 62–74    | 59–86    |

## Oitavas de finais
| Equipe 1               | Total   | Equipe 2               | 1.º jogo | 2.º jogo |
| ---------------------- | ------- | ---------------------- | -------- | -------- |
| Commodore Den Helder   | 169-154 | Maes Pils              | 99–70    | 70–84    |
| Stroitel               | 188-189 | Lech Poznań            | 104–88   | 84–101   |
| Bracknell Tigers       | 198-241 | Philips Milano         | 95–115   | 103–126  |
| Pully                  | 197-242 | CSP Limoges            | 95–115   | 102–127  |
| Baník Cigel' Prievidza | 145-178 | FC Barcelona           | 74–85    | 71–93    |
| Balkan Botevgrad       | 179-226 | Aris                   | 91–107   | 88–119   |
| Klosterneuburg         | 146-189 | Maccabi Elite Tel Aviv | 84–103   | 62–86    |
| MIM Livingston         | 149-219 | Jugoplastika           | 84–97    | 65–122   |

## Grupo de quartas de finais
|  | As quatro equipes melhor classificadas avançam ao Final four |

|    | Equipe                 | J  | Pts | V  | D  | PF   | PA   |
| -- | ---------------------- | -- | --- | -- | -- | ---- | ---- |
| 1. | FC Barcelona           | 14 | 26  | 12 | 2  | 1291 | 1084 |
| 2. | Jugoplastika Split     | 14 | 25  | 11 | 3  | 1277 | 1114 |
| 3. | CSP Limoges            | 14 | 24  | 10 | 4  | 1320 | 1217 |
| 4. | Aris Salônica          | 14 | 22  | 8  | 6  | 1296 | 1224 |
| 5. | Philips Milano         | 14 | 21  | 7  | 7  | 1271 | 1279 |
| 6. | Maccabi Elite Tel Aviv | 14 | 20  | 6  | 8  | 1185 | 1241 |
| 7. | Commodore Den Helder   | 14 | 16  | 2  | 12 | 1147 | 1291 |
| 8. | Lech Poznań            | 14 | 14  | 0  | 14 | 1147 | 1484 |

## Final four

### Semifinais
17 de abril, Pavilhão Príncipe Felipe, Saragoça
| Equipe 1           | Resultado | Equipe 2    |
| ------------------ | --------- | ----------- |
| FC Barcelona       | 104–83    | Aris        |
| Jugoplastika Split | 101–83    | CSP Limoges |

### Decisão do 3º colocado
19 de abril, Pavilhão Príncipe Felipe, Saragoça
| Equipe 1    | Resultado | Equipe 2      |
| ----------- | --------- | ------------- |
| CSP Limoges | 103–91    | Aris Salônica |

### Final
19 de abril, Pavilhão Príncipe Felipe, Saragoça
| Equipe 1     | Resultado | Equipe 2           |
| ------------ | --------- | ------------------ |
| FC Barcelona | 67–72     | Jugoplastika Split |

| Copa dos campeões europeus de 1989–90 Campeão |
| --------------------------------------------- |
| Jugoplastika Split 2º Título                  |

### Colocação final
|  | Equipe             |
|  | ------------------ |
|  | Jugoplastika Split |
|  | FC Barcelona       |
|  | CSP Limoges        |
|  | Aris Salônica      |